# Lira da braccio
La lira da braccio è uno strumento rinascimentale appartenente alla famiglia dei cordofoni e di probabile derivazione dalla viella medioevale.

## Lo strumento

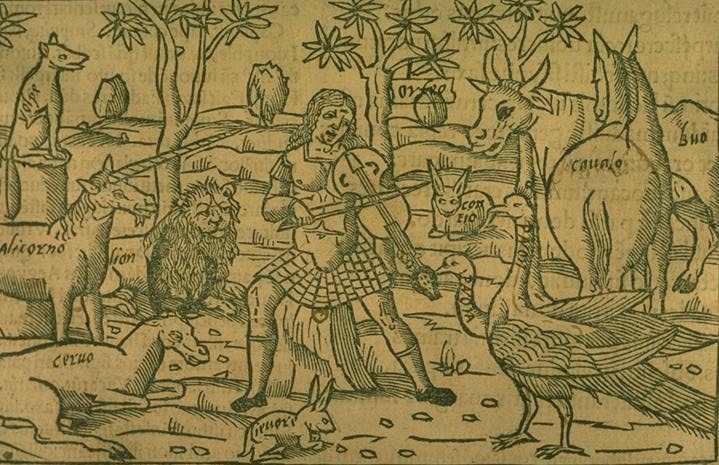
Orfeo che ammansisce gli animali selvatici suonando la lira da braccio (incisione dalle Metamorfosi di Ovidio illustrate da R. Regius, Venezia 1513)

Assomiglia molto vagamente ad una viola da braccio per quanto attiene alla forma della cassa armonica e del manico, ma ha normalmente sette corde di cui due bordoni. Sin dal XIII secolo si ha notizia di strumenti ad arco da due e cinque corde con una o due corde di bordone. La forma è sempre simile ad un otto con la parte inferiore più larga e quella superiore più affusolata. Le due aperture presenti sulla cassa sono a forma di C o anche a forma di F. Il manico è piuttosto corto rispetto alla viola e finisce con una cavigliera sulla quale sono tese le corde a mezzo di piroli. Da alcuni dipinti del XV e XVI secolo si può comunque vedere che la forma della cassa era estremamente variabile. La caratteristica peculiare dello strumento, così come per la lira da gamba, consiste in un numero di corde maggiore rispetto alle viole in genere, unito a un ponticello molto meno arcuato: questo permette di suonare accordi di almeno tre note.
Lo strumento venne usato, specialmente nelle corti italiane nel corso del XVI e XVII secolo, per accompagnare il canto con accordi; per contro, la scarsa curvatura del ponticello rendeva piuttosto difficile suonare un singolo assolo melodia.